# Archie Gemmill
Archibald Gemmill dit Archie Gemmill, né le 24 mars 1947 à Paisley, en Écosse est un ancien footballeur écossais jouant au poste de milieu de terrain. Il fait partie du Scottish Football Hall of Fame, depuis 2008, lors de la cinquième session d'intronisation.
Il a débuté à Saint-Mirren puis a joué successivement à Preston, Derby County, Nottingham Forest, Birmingham City, Jacksonville (en NASL, le championnat américain), Wigan et enfin de nouveau à Derby County où il termina sa carrière en tant qu'entraîneur-joueur.
Avec Nottingham Forest, il remporta la coupe des clubs champions en 1979, mais ne disputa pas la finale contre Malmö, sur décision de son entraîneur Brian Clough.
Gemmill a porté 43 fois le maillot de la sélection écossaise et marqué 8 buts, dont un resté célèbre contre les Pays-Bas lors de la coupe du monde 1978 (but auquel il est fait allusion dans le film Trainspotting).
Après sa carrière de joueur, Gemmill a été coentraîneur à Nottingham Forest (avec Brian Clough) puis est devenu manager de Rotherham United. Il est actuellement entraîneur de l'équipe d'Écosse des moins de 19 ans.
Son fils, Scot Gemmill, est un ancien international écossais.